# Candi d'Indonèsia

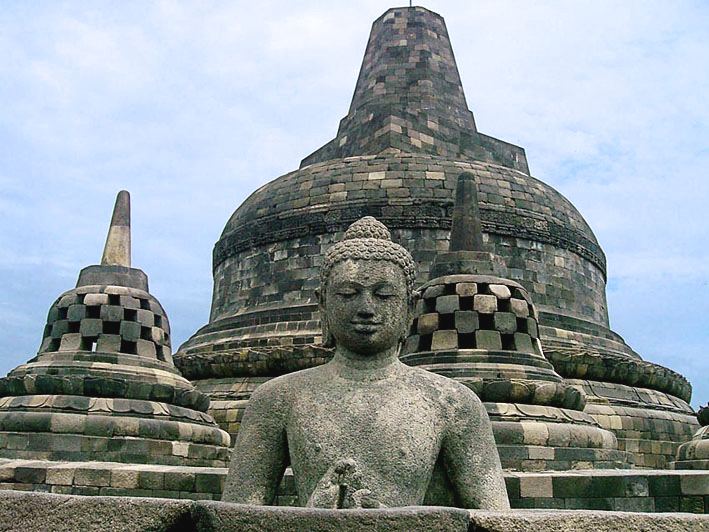
Buda en un stupa obert i amb l'stupa principal de Borobudur darrere

Un candi (tʃandi) és un temple hindú (mandir) o budista d'Indonèsia: la majoria es construïren durant el zaman Hindu-Buddha o "període d'indianització", entre els segles IV al XV.
El Great Dictionary of the Indonesian Language of the Language Center [Gran Diccionari de la Llengua d'Indonèsia del Centre d'Idiomes] defineix un «candi» com un antic edifici de pedra emprat per al culte o per a preservar les cendres de reis o monjos hindús o budistes incinerats. Els arqueòlegs indonesis descriuen els candis com a edificis sagrats del patrimoni hindú i budista, fets servir per als rituals i cerimònies d'Indonèsia. Algunes antigues edificacions seculars, però, com ara portes, ruïnes urbanes, estanys i llocs de bany s'anomenen sovint "candi", mentre que els santuaris que serveixen com a tombes es diuen "cungkup".
En l'arquitectura balinesa hindú, la paraula candi es refereix a una edificació de pedra o rajola d'un santuari d'una sola estança, amb pòrtic, entrada i escala, rematat amb una coberta piramidal i situat dins d'un pura. Sol seguir el model dels temples de l'est de Java, i funciona com un santuari per a una deïtat. Per als balinesos, un candi no és necessàriament antic, perquè hi ha candis que es construeixen dins d'aquestes pures, com ara el temple reconstruït a Ales Purwo, Banyuwangi.
Des del budisme indonesi contemporani, candi també es refereix a un santuari, antic o nou. Alguns viharas contemporanis d'Indonèsia, per exemple, tenen una rèplica de grandària real o una reconstrucció de famosos temples budistes, com ara els temples perwara, rèpliques de Pawon i de Plaosan. En el budisme, el paper d'un candi com a santuari a vegades s'intercanvia amb el d'un stupa, per a relíquies budistes o cendres de la cremació de monjos, clients o benefactors. Borobudur, Muara Takus i Batujaya, per exemple, són en realitat elaborats stupas.
En indonesi actual, el terme candi es pot traduir com a 'temple' o edifici similar, especialment de les creences hindús i budistes. Així, alguns temples de Cambodja (com ara el d'Angkor Wat), Txampa (Vietnam Central i del Sud), Tailàndia, Myanmar i l'Índia són anomenats a Indonèsia candis.

## Localització

Mapa amb la localització dels principals candis de l'anomenat "període clàssic indonesi" o "període hindubudista". Els punts negres són hindús i els punts vermells, budistes

La gran concentració de candis es dona sobretot en el kabupaten de Sleman de Yogyakarta, també a Magelang i Klaten, a Java Central, que correspon a l'àrea històrica de la plana de Kedu (vall del riu Progo, a Temanggung-Magelang-Muntilan), i la plana de Kewu (vall del riu Opak, a la rodalia de Prambanan), bressol de la civilització javanesa. Altres candis importants amb temples són a les àrees de Malang, Blitar i Trowulan a Java Oriental. Java Occidental també té una petita quantitat de temples, com ara el de Batujaya i Cangkuang.
Fora de Java, el tipus de temple candi es pot trobar a Bali, Sumatra i al sud de Kalimantan, tot i que hi són escassos. A Sumatra, dos indrets excepcionals destaquen per la densitat de temples: els conjunts de candi Muaro Jambi i Padang Lawas al nord de Sumatra.
Els candis es construeixen en terreny pla o irregular. Els temples de Prambanan i Sewu, per exemple, són en terrenys plans i baixos, mentre que els candis de Gedong Songo i Ijo són en terrasses de pujols en terrenys més alts o als vessants de les muntanyes. Borobudur, d'altra banda, és sobre un turó de roca mare. La posició, orientació i organització espacial dels temples en el paisatge, i els seus dissenys arquitectònics, venen determinats per factors socioculturals, religiosos i econòmics, i el sistema polític o la civilització que els va construir.